# Philippa FitzAlan
Philippa FitzAlan (auch Philippe) († 13. September 1399) war eine englische Adlige.

## Leben
Ihre Eltern waren Sir Edmund FitzAlan und dessen Frau Sibyl Montagu. Ihr Vater war zwar der älteste, doch für unehelich erklärte Sohn von Richard FitzAlan, 10. Earl of Arundel. Seine Mutter war Isabel le Despenser.
In erster Ehe heiratete Philippa Sir Richard Cergeaux aus Colquite in Cornwall. Mit ihm hatte sie vier Töchter und einen Sohn, darunter:
- Richard Cergeaux († 1396)
- Philippa Sergeaux († 1420) ⚭ Robert Pashley († 1407)
- Alice Cergeaux (um 1386–1452)

1. ⚭ Guy de St Aubyn
2. ⚭ Richard de Vere, 11. Earl of Oxford
3. ⚭ Sir Nicholas Thorley

- Elizabeth Cergeaux  (um 1379–vor 1414) ⚭ Sir William Marney (um 1370–1414)[2]

Nach dem Tod ihres ersten Mannes im Jahr 1393 heiratete sie John Cornewall, den späteren 1. Baron Fanhope. Diese Ehe blieb kinderlos.